# Josef ben Meir ibn Zabara
Josef ben Meir ibn Zabara (* um 1140 in Barcelona) (auch bekannt als: Joseph ben Mair Ibn Sabara) war ein spanisch-jüdischer Arzt und Dichter.
Er schrieb den erfolgreichen Sefer Schaaschuim („Buch der Vergnügungen“), der verschiedenartigste Erzählungen enthält, geklammert von einer Rahmenhandlung (der Dichter wird von einem Fremden besucht, der sich als Dämon entpuppt, und begibt sich mit ihm auf die Wanderschaft).

## Ausgaben
- Israel Davidson (Hrsg.), Sepher shaashuim, a book of mediaeval lore, Bet midrash ha-rabanim asher be-Ameriḳa, 1914 (Texts and studies of the Jewish Theological Seminary of America, Bd. 4)
- The book of delight, Columbia University Press, 1932